# مهرداد ناصحی
مهرداد ناصحی (زادهٔ ۲۰ بهمن ۱۳۶۱تهران) نوازنده و خواننده اهل ایران است. وی در آلبوم‌ها و اجراهای متعددی فعالیت کرده‌است.

## فعالیت‌هنری
مهرداد ناصحی فارغ‌التحصیل از هنرستان موسیقی سوره و لیسانس از دانشگاه عالی موسیقی است. ازجمله استادان وی می‌توان به سعید فرجپوری، علی اکبر شکارچی، اردشیر کامکار و محمدرضا لطفی اشاره نمود. او هم‌چنین خوانندهٔ باس گروه کرُ ارکستر سمفونیک تهران از سال ۱۳۸۰بوده و برگزیده جشنواره سراسری موسیقی آوای همبستگی و فجر برای نوازندگی کمانچه بوده‌است.
فعالیت‌های هنری شامل:
- عضویت در گروه آوازی تهران[۱۱]
- عضویت در گروه شهناز[۱۲]
- عضویت در گروه خورشید[۱۳]
- عضویت در گروه ماه[۱۴]
- همکاری با اپرای آنسامبل تهران[۱۵]
- همکاری با گروه صنم[۱۶]
- همکاری با گروه سور[۱۷]
- همکاری در اپرای سعدی[۱۸]
- همکاری با گروه آوای عندلیب[۱۹]

همکاری با محمدرضا شجریان در گروه شهناز به سرپرستی مجید درخشانی از زمان تأسیس که حاصل ان تور اروپا ۲۰۱۴٫۲۰۱۱٫۲۰۰۹. تور آمریکا کانادا استرالیا۲۰۱۰ وتور آمریکا ۲۰۱۲. قونیه. لندن. لبنان و اجراهای داخلی و آلبوم‌های
رندان مست و مرغ خوشخوان وآلبوم تصویری کنسرت رندان مست در تهران سال ۱۳۸۷ وکنسرت دبی ۲۰۱۱
عضویت در گروه خورشید به سرپرستی مجید درخشانی از زمان تأسیس که حاصل آن اجراهای متعدد در داخل و خارج از کشور بوده‌است، شامل: اجرا در اجلاس سران شانگهای در چین؛ اجرا به مناسبت بزرگداشت مولانا در کاخ ورسای و سالن
یونسکو پاریس و…. اجرا درکشورهای روسیه. قبرس. هنگ کنگ. اسلوونی. کره جنوبی. لتونی. کویت و اجراهای متعدد درکشورهای اروپایی و…
همکاری با گروه آوازی تهران به عنوان خواننده باس و سولیست کمانچه از سال ۱۳۸۹ همکاری با آنسامبل اپرای تهران به عنوان سولیست باس
اجرا در سالن اصلی کنسرواتوار چایکوفسکی مسکو سال ۲۰۰۹
همکاری با گروه ماه به سرپرستی مجید درخشانی که حاصل آن تور اروپا۲۰۱۳ و تور استرالیا ۲۰۱۴ و…
همکاری با گروه‌های صنم. مضراب. سور. خروش. آوای عندلیب و…
نوازندگی در آلبوم‌های رندان مست. مرغ خوشخوان. فصل باران.
آسمانه. ترنجستان. بودن وسرودن. لحظه ناب. چاووشی. گنج نهان. آدم و سنگ.
حریر شبنم به آهنگسازی مجید درخشانی و آلبوم‌های قدر یار. همنشین
دیرینه. صبح سحر. سمفونی فردای روشن. آواز خاک. از سال‌های کبود وهمخوانی
باس در آثاری از فرهاد فخرالدینی، حسین علیزاده. فریدون شهبازیان و…

## جوائز
- برگزیده جشنواره سراسری موسیقی آوای همبستگی برای نوازندگی کمانچه[نیازمند منبع]
- کسب مدال طلا به همراه گروه آوازی تهران در فستیوال گروه‌های کر در لتونی[نیازمند منبع]
- کسب مدال نقره به همراه گروه آوازی تهران در فستیوال گروه‌های کر در لتونی[نیازمند منبع]

تبریک محمدرضا شجریان به گروه آوازی تهران:
محمدرضا شجریان رئیس شورای عالی خانه موسیقی هم در بخش پایانی این مراسم با حضور در صحنه ضمن تقدیر از کسب مقام برتر گروه آوازی تهران در مسابقات جهانی لتونی گفت: به شما جوانانی که در یک عرصه بین‌المللی شگفت آفرین شدید تبریک می‌گویم. من روزی که از زبان مهرداد ناصحی (عضو گروه کر آوازی تهران) این موفقیت را شنیدم اصلاً در پوست خودم نمی‌گنجیدم که جوانانی هنرمند این چنین با دست خالی و بدون هیچ اسپانسری از بخش خصوصی به صورت خودجوش و از روی انگیزه‌ای که داشتند و چون دلشان برای ایران می‌تپید، این چنین شگفت آفرین شدند.

## کنسرت‌ها
- گروه شهناز
  - تور اروپا ۲۰۰۹
  - تور اروپا ۲۰۱۱
  - تور اروپا ۲۰۱۴
  - تور آمریکا ۲۰۱۰
  - تور کانادا ۲۰۱۰
  - تور استرالیا۲۰۱۰
  - تور آمریکا ۲۰۱۲
  - قونیه
  - لندن سالن باربیکن
  - لبنان فستیوال بیت الدین[۳۱]
  - کنسرت دبی ۲۰۱۱
- گروه خورشید
  - اجلاس سران شانگهای در چین
  - اجرا به مناسبت بزرگداشت مولانا در کاخ ورسای
  - سالن یونسکو پاریس
  - و اجرا در روسیه. قبرس. هنگ کنگ. اسلوونی. کرهٔ جنوبی. لتونی. کویت و اجراهای متعدد در کشورهای اروپایی
- گروه آوازی تهران
  - سالن اصلی کنسرواتوار چایکوفسکی مسکو سال ۲۰۰۹
- گروه ماه
  - تور اروپا ۲۰۱۳
  - تور استرالیا ۲۰۱۴

## آثار
| آثار               | آثار       | آثار    | آثار         | آثار           | آثار        | آثار |
| ------------------ | ---------- | ------- | ------------ | -------------- | ----------- | --- |
| نام اثر            | سال انتشار | نوازنده | آهنگساز      | خواننده        | ناشر        | توضیحات |
| فصل باران          | ۱۳۸۵       | آری     | مجید درخشانی | علیرضا قربانی  | سروش        | |
| بودن و سرودن       | ۱۳۸۷       | آری     | مجید درخشانی | محمد معتمدی    | نوای شبدیز  | |
| رندان مست          | ۱۳۸۸       | آری     |              | محمدرضا شجریان | دل آواز     | رندان مست شامل ۹ آهنگ و توسط محمدرضا شجریان، مجید درخشانی و گروه شهناز اجرا شده‌است |
| مرغ خوش‌خوان        | ۱۳۹۰       | آری     |              | محمدرضا شجریان | دل آواز     | مرغ خوش خوان نام آلبوم موسیقی سنتی ایرانی است با صدای محمدرضا شجریان و گروه شهناز که در تابستان سال ۱۳۹۰ منتشر شده‌است. نام این آلبوم از تصنیف آخر آن (تصنیف مرغ خوش خوان) گرفته شده‌است. در این آلبوم، کلیه آوازها مربوط به کنسرت تهران، پاییز ۱۳۸۷ می‌باشند و در شرکت دل آواز ضبط شده‌اند. |
| آلبوم تصویری کنسرت | ۱۳۹۱       | آری     |              | محمدرضا شجریان |             | |
| لحظه ناب           | ۱۳۹۱       | آری     | مجید درخشانی | حسین رضا اسدی  | نوای شبدیز  | |
| ساز شباهنگی        | ۱۳۹۲       | آری     | رامین صفایی  | وحید تاج       | چهارباغ     | |
| آدم و سنگ          | ۱۳۹۳       | آری     | مجید درخشانی | داریوش کاظمی   | ایران‌گام    | نام این آلبوم از یکی از اشعار لایق شیرعلی، شاعر تاجیک اقتباس شده‌است که مجید درخشانی آن را آهنگسازی کرده و داریوش کاظمی آن را خوانده‌است. |
| دریا دل            | ۲۰۱۳       | آری     | مجید درخشانی | مهدیه محمدخانی | Nava Art UK | . |

| نام آهنگ | آلبوم        | تک نوازنی | خواننده       | توضیحات |
| شکسته    | بودن و سرودن | آری       | محمد معتمدی   |         |
| قطعهٔ داد | لحظه ناب     | آری       | حسین رضا اسدی |         |

| نام آهنگ | آلبوم   | آهنگساز | خواننده        | توضیحات |
| آواز     | دریا دل | آری     | مهدیه محمدخانی |         |